# Rudolf Wagner (Musiker, 1884)
Rudolf Wagner (* 22. Februar 1884 in Bruck an der Mur; † 20. Mai 1959 in Graz) war ein österreichischer Violinist und Musikpädagoge.

## Leben

### Jugend und Studienzeit
Schon mit elf Jahren verlor Rudolf Wagner seinen Vater. Seine Mutter musste im Gastgewerbe für den Lebensunterhalt aufkommen. Rudolf Wagner gab Nachhilfeunterricht, half bei einem Uhrmacher und bei einem Schuster aus, um das Familieneinkommen aufzubessern. Der Schustermeister in Fehring erkannte sein musikalisches Talent und indem er ihm aus den Holzplättchen einer Zigarrenkiste eine Geige baute, wurde er ein erster Förderer seines Talents.
Rudolf Wagner kam nach Graz, übersprang die erste Klasse der Elisabethbürgerschule, erspielte sich mit dem Violinkonzert in g-Moll von Max Bruch einen Freiplatz auf dem Konservatorium des Steiermärkischen Musikvereins und kam zu dem damals berühmtesten Geigenpädagogen Karl Krehahn, der sofort die besondere Begabung des inzwischen 15-Jährigen erkannte.
Rudolf Wagner absolvierte anschließend die k.k. Lehrerbildungsanstalt in Graz, Hasnerplatz mit sehr gutem Erfolg und erwarb am 1. Juli 1903 das Zeugnis der Reife.
Die weiteren Stationen seines Berufslebens:
1905 legte Rudolf Wagner die Lehrbefähigungsprüfung für Volksschulen mit Erfolg ab.
1905/06 absolvierte er beim Landwehrinfanterieregiment Graz, Nr. 3 das Einjährigfreiwilligendienstjahr und wurde nach mit Auszeichnung abgelegter Offiziersprüfung am 1. Jänner 1907 zum Leutnant der Reserve ernannt.

### Die Kriegsjahre 1914 bis 1918
1911 legte er mit Auszeichnung die Sonderprüfung für Violine und 1914 mit Auszeichnung die Lehrbefähigung für Bürgerschulen (Hauptschulen) in den Gegenständen Deutsche Sprache, Geografie und Geschichte ab.
Während des Ersten Weltkrieges leistete Rudolf Wagner als Angehöriger des Schützenregiments Nr. 3 Felddienst und wurde am 1. November 1914 zum Oberleutnant der Reserve und mit 1. November 1917 zum Hauptmann der Reserve befördert.

### Zurück in den Schuldienst
Mit Wirksamkeit vom 1. Oktober 1918 wurde Rudolf Wagner zum definitiven Hauptlehrer (mit dem Titel eines Professors) an der Lehrerbildungsanstalt Graz Hasnerplatz mit Dienstbestimmung für die Übungsschulen ernannt.
Er war Mitglied der Lehrbefähigungsprüfungskommission für Volks- und Bürgerschulen und war einige Jahre mit der Geschäftsführung der genannten Kommission betraut.
Rudolf Wagner hielt Vorträge über Fragen der Pädagogik und Methodik im Unterricht, über Fragen des Lehrplans, über Methoden der differentiellen Psychologie über Pestalozzi, über das Frageverfahren im Unterricht und über altdeutsche Literatur in Österreich.
Ende 1932 wurde Rudolf Wagner der Titel eines Regierungsrates verliehen.

### Weitere musikalische Laufbahn
Wie schon erwähnt besuchte Rudolf Wagner das Konservatorium des Steiermärkischen Musikvereins von 1898 bis 1903, studierte Violine und Klavier, sowie die theoretischen Fächer bei Krehan, Leopold Suchsland und Direktor Erich Wolf Degner.
Dazu Monika Kornberger:
„1900 spielte er erstmals in einer öffentlichen Aufführung der Schule mit. Bis 1912 hatte Rudolf Wagner Unterricht bei Karl Krehan, außerdem wirkte er im Orchester mit, aber auch solistisch wurde Rudolf Wagner zunehmend öfter eingesetzt, so spielte er etwa am 24. Februar 1911 den Soloviolinpart in Mendelssohns Konzert für Violine und Orchester.“
1920 bis 1938 war Rudolf Wagner 1. Violinist des von Suchsland 1919 gegründeten Urania Quartetts. Mit ihren zahlreichen Aufführungen erwarb sich das Quartett durch reiche Pflege der Kammermusik großen Beifall bei Publikum und Presse.
Übergeordnete Dachorganisation war das Volksbildungshaus Grazer Urania, dessen Intention es war, Veranstaltungen zu „erschwinglichen“ Preisen anzubieten, um sich von den sogenannten „Eliteveranstaltungen“ zu unterscheiden, die nur von einem geringen Teil der Bevölkerung besucht werden konnten.
Dazu Monika Kornberger:
„Wagner wirkte als gefragter Geiger bei zahlreichen Konzerten in Graz und auch in vielen anderen Orten der Steiermark, als erster Geiger beim Urania-Kammerquartett, beim Urania-Trio und beim Grazer Trio. Außerdem wurde Rudolf Wagner auch für mehrere Radioübertragungen […] herangezogen, ein Faktum, das wohl von der Klasse Rudolf Wagners als Geiger zeugt und so ist es nicht verwunderlich, dass Rudolf List ihn in der Zwischenkriegszeit zu den aktivsten und bekanntesten Persönlichkeiten der steirischen Kammermusikpflege zählte.“
Rudolf Wagner war Mitglied des musikpädagogischen Verbandes, des steirischen Tonkünstlerbundes, der österreichischen Musiklehrerschaft und des Ringes ausübender Musiker Österreichs.

### Der Zweite Weltkrieg
Im Jahre 1938 sollte das Urania Quartett der Nationalsozialistischen Organisation Kraft durch Freude einverleibt werde. Das entsprach aber nicht den Intentionen der Quartettmitglieder, es wurde aufgelöst.
1938 wurde Rudolf Wagner der Lehrerinnenbildungsanstalt zugewiesen und zum prov. Direktor ernannt.
1942 wurde er mit der Aufstellung der LIBA (Lehrerinnenbildungsanstalt) in Graz betraut.
Wegen der zahlreichen Bombenangriffe wurden viele Schulen evakuiert („Kinderlandverschickung“). So wurde 1944 die LIBA nach Mariazell verlegt, Rudolf Wagner war als Direktor mit der gesamten Organisation betraut. Lehrer und Schüler mussten in verschiedenen Hotels und Gaststätten untergebracht werden, der Unterricht wurde ebenda erteilt. Im letzten Kriegsjahr wurde die Schule nach Millstatt in Kärnten verlegt.
Im Zuge des Nationalsozialistengesetzes wurde Rudolf Wagner 1945 seines Dienstes enthoben. Mit einem Bescheid vom 28. Juli 1947 erfolgte seine Rehabilitation.

### Die Zweite Republik
1948 wurde Rudolf Wagner in den Ruhestand versetzt. Bis zu seinem Tod im Jahre 1959 war er Mitglied des Grazer Opernorchester und weiterhin unermüdlich musikpädagogisch tätig.
Reg. Rat Professor Rudolf Wagner war verheiratet mit Isabella (geb. Döpper) und hatte zwei Töchter: Gertrude Wagner und Berta Runge. Beide folgten dem Vorbild ihres Vaters und waren nicht nur als Hauptschullehrerinnen, sondern auch als Musikpädagoginnen tätig.